# Pheidole wallacei
Pheidole wallacei är en myrart som beskrevs av Mann 1916. Pheidole wallacei ingår i släktet Pheidole och familjen myror. Inga underarter finns listade i Catalogue of Life.